# النوادر
تقع النوادر في ولاية باتنة دائرة ثنية العابد بلدية شير يتميز سكانها بطيبة قلوبهم وكرمهم والتمسك بعاداتهم وتقاليدهم التي يعتزون بها لغتهم هي الشاوية اجتمع فيها عدة عروش ولكن عرشهم الأول هو عبدي
له حدود مع ذراع بن عمارة وثنية المطحنة وثاغيث وثاقليعث واخريب والغيران .
وهي منطقة تشتهر بإنتاج المشمش على مستوى ولاية باتنة. يشتهر أهلها بممارسة الفلاحة بكل أنواعها. تنمو فيها أشجار المشمش, التفاح, الإجاص, الزيتون,العنب, الرمان...الخ
يتميز مناخها الذي ينتمي إلى البيئة المتوسطية بارتفاع درجة الحرارة صيفا والبرد القارس شتاء